# Svanprinsessan
Svanprinsessan (eng: The Swan Princess) är en amerikansk animerad fantasyfilm från 1994 och i regi av Richard Rich. Filmen är baserad på baletten Svansjön. Bland de skådespelare som i originalversionen givit röst till rollfigurerna märks Jack Palance, John Cleese, Steven Wright och Sandy Duncan.

## Handling
Prinsessan Odette förvandlas till en svan av en elak trollkarl som hämnd på hennes far kung Wilhem. Med hjälp av sina vänner försöker hon bryta sin förtrollning.

## Om filmen
Svanprinsessan regisserades av Richard Rich som tidigare jobbat hos Disney. Filmen hade premiär 18 november 1994 i USA. 
Den har fått tre uppföljare: Svanprinsessan och slottets hemlighet (1997), Svanprinsessan och den förtrollade skatten (1998) och The Swan Princess Christmas (2012). De flesta svenska röstskådespelarna återvände till den första uppföljaren, men få återfinns i den tredje filmen. Den fjärde filmen om Svanprinsessan är den första i raden som är helt gjord i CGI-animering.

## Rollista i urval
| Roll                           | Originalröst            | Svensk röst           |
| ------------------------------ | ----------------------- | --------------------- |
| Prinsessan Odette (Vuxen)      | Michelle Nicastro (tal) | Sofia Källgren        |
| Prinsessan Odette (Vuxen)      | Liz Callaway (sång)     | Sofia Källgren        |
| Prinsessan Odette (Barn)       | Adrian Zahiri           | Paulina Smith (tal)   |
| Prinsessan Odette (Barn)       | Adrian Zahiri           | Carlina Illner (sång) |
| Prins Derek (Vuxen)            | Howard McGillin         | Joachim Bergström     |
| Prins Derek (Barn)             | Adam Wylie (tal)        | Johan Stattin (tal)   |
| Prins Derek (Barn)             | JD Daniels (sång)       | Richard Aruhn (sång)  |
| Sir Rothbart/Rupert            | Jack Palance (tal)      | Torsten Wahlund       |
| Sir Rothbart/Rupert            | Lex de Azevedo (sång)   | Torsten Wahlund       |
| Jean-Bob                       | John Cleese (tal)       | Philip Zandén         |
| Jean-Bob                       | David Zippel (sång)     | Philip Zandén         |
| Puffin/Lunne                   | Steve Vinovich          | Bengt Järnblad        |
| Speed/Sprutt                   | Steven Wright (tal)     | Lars Edström          |
| Speed/Sprutt                   | Jonathan Hadary (sång)  | Lars Edström          |
| Drottning Uberta/Alberta       | Sandy Duncan            | Christina Schollin    |
| Kung William/Wilhelm           | Dakin Matthews          | Bert-Åke Varg         |
| Lord Rogers/Polonius "Polle"   | Mark Harelik            | Lars Lind             |
| Bromley/Botvid "Botte" (Vuxen) | Joel McKinnon Miller    | Pontus Gustafson      |
| Bromley/Botvid "Botte" (Barn)  | Wes Brewer              | Johan Selvall         |
| Chamberlain/Kammarherren       | James Arrington (tal)   | Lasse Lönndahl        |
| Chamberlain/Kammarherren       | Davis Gaines (sång)     | Lasse Lönndahl        |
| Berättaren                     | Brian Nissen            | Björn Kjellman        |
| Sångduett i eftertexterna      | Regina Belle            | Sofia Källgren        |
| Sångduett i eftertexterna      | Jeffery Osborne         | Roger Pontare         |